# Paradoks Berry’ego
Paradoks Berry’ego dotyczy liczb naturalnych. Jego autorem jest Bertrand Russell. Nazwa pochodzi od nazwiska bibliotekarza Uniwersytetu w Oxfordzie, którego pomysł zainspirował Russella.
Rozważmy liczbę (nazwijmy ją p):
Najmniejsza liczba naturalna, której nie można jednoznacznie określić wyrażeniem o mniej niż czterdziestu sylabach.
Wydaje się sensownym przyjęcie, że powyższe wyrażenie określa jednoznacznie konkretną liczbę p. Zbiór zdań o mniej niż czterdziestu sylabach jest zbiorem skończonym i w dodatku tylko pewien podzbiór tych zdań określa konkretne liczby naturalne. W związku z tym, że zbiór liczb naturalnych jest nieskończony, musi istnieć najmniejsza liczba naturalna, której nie opisuje żadne zdanie z tego zbioru.
Definicja liczby p ma jednak mniej niż 40 sylab, a przecież przyjęliśmy, że nie można jej określić używając wyrażenia o mniej niż 40 sylabach.
Dochodzimy więc do oczywistej sprzeczności, która wskazuje na to, że nie zawsze można używać zwrotu „jednoznacznie określić” w języku matematyki. Należy odróżnić badany język od metajęzyka, w którym dokonuje się badań. Na podobnym błędzie w rozumowaniu opiera się paradoks kłamcy.
Paradoks ten ma jeszcze inne, bardziej żartobliwe sformułowanie, tzw. paradoks nieciekawej liczby: można udowodnić, że wszystkie liczby naturalne są ciekawe. Istotnie, jeśli istnieją nieciekawe liczby naturalne, to istnieje również najmniejsza z nich. Liczba ta jednak jest ciekawa, chociażby przez to, że jest najmniejszą nieciekawą liczbą naturalną.